# Peter Waterhouse

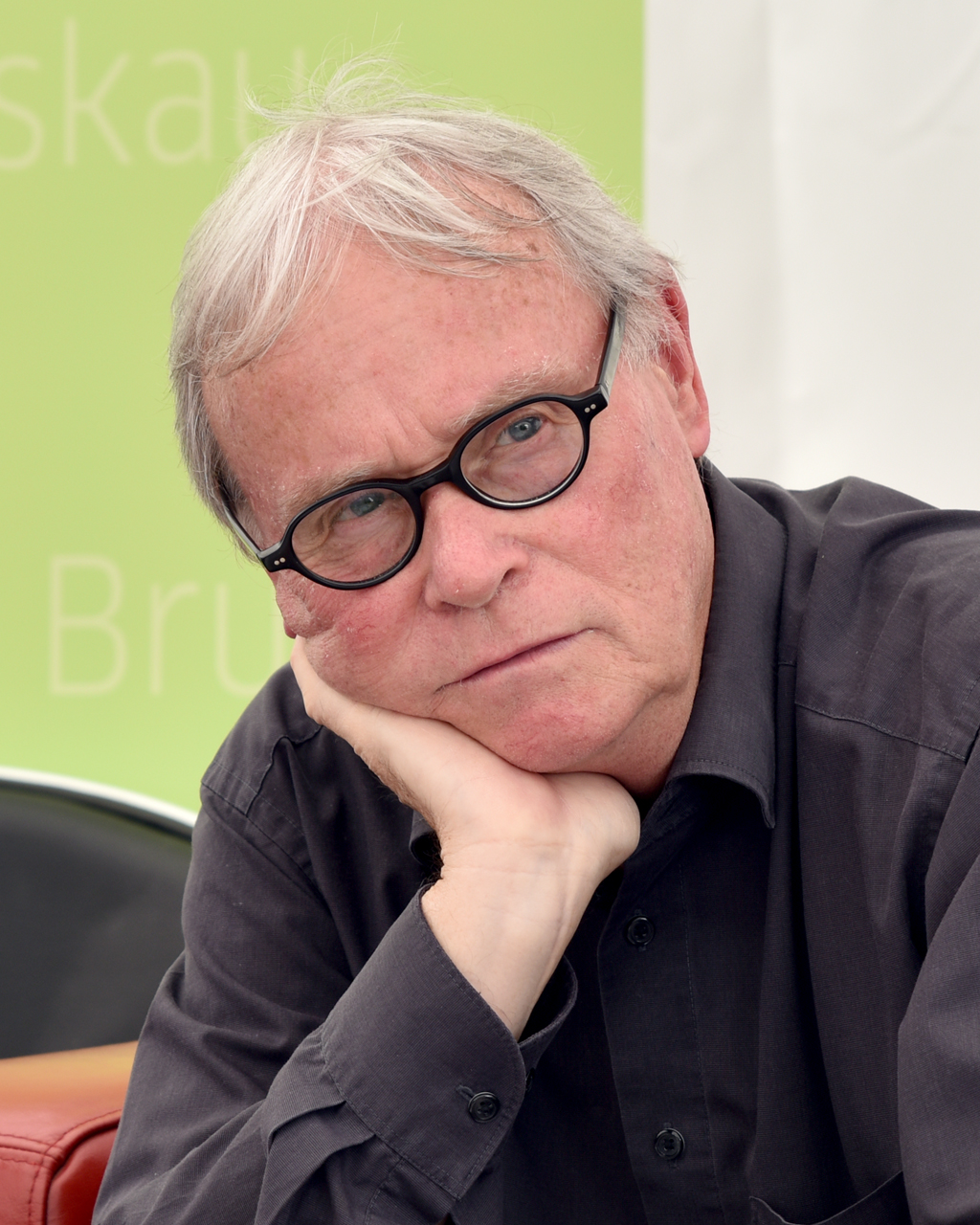
Peter Waterhouse, 2022

Peter Waterhouse (* 24. März 1956 in Berlin) ist ein österreichischer Schriftsteller.

## Leben
Peter Waterhouse ist der Sohn eines britischen Offiziers und einer Österreicherin. Er wuchs zweisprachig auf und besuchte das Domgymnasium in Verden (Aller) (Niedersachsen), wo sein Vater einige Jahre als britischer Verbindungsoffizier tätig war. Nachdem er 1975 sein Abitur am Gymnasium Winsen (Luhe) abgelegt hatte, studierte er Germanistik und Anglistik an der Universität Wien sowie 1981/82 an der University of Southern California in Los Angeles. 1982 absolvierte er die Magisterprüfung, 1984 promovierte er an der Universität Wien mit einer Arbeit über die Utopie in der Lyrik Paul Celans zum Doktor der Philosophie.
Peter Waterhouse verfasst Lyrik, Essays, Erzählungen, Theaterstücke, Sachbücher und Romane; daneben übersetzt er aus dem Englischen und Italienischen. Seine Texte wurden ins Englische, Italienische, Schwedische, Ungarische, Norwegische und Dänische übersetzt. Im Jahr 2000 gründete er die Wolfenbütteler Übersetzergespräche. Waterhouse ist Mitglied der Interessengemeinschaft Österreichischer Autorinnen und Autoren. Er lebt in Wien und in St. Veit im Jauntal.

## Auszeichnungen

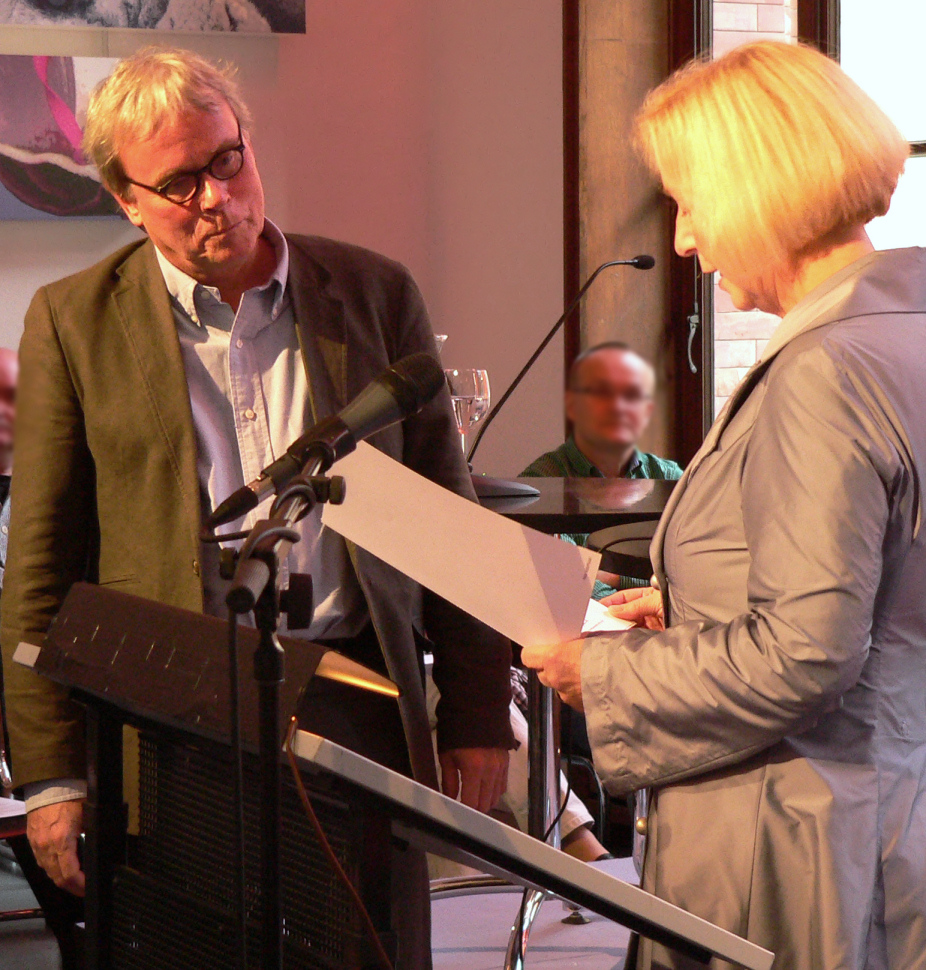
Auszeichnung mit dem Nicolas-Born-Preis 2011 durch die damalige niedersächsische Ministerin für Wissenschaft und Kultur Johanna Wanka im Künstlerhaus Hannover

Waterhouse erhielt unter anderem folgende Auszeichnungen:
- 1989 manuskripte-Preis
- 1990 Nicolas-Born-Preis für Lyrik der Hubert-Burda-Stiftung
- 1993 Preis der Stadt Münster für Europäische Poesie
- 1994 Christine-Lavant-Lyrikpreis
- 1995 Österreichischer Förderpreis für Literatur
- 1997 Heimito von Doderer-Literaturpreis
- 2000 Adolf-Mejstrik-Ehrengabe für Lyrik der Deutschen Schillerstiftung
- 2002 Österreichischer Staatspreis für literarische Übersetzung
- 2004 H. C. Artmann-Preis
- 2007 Erich-Fried-Preis
- 2008 Literaturpreis der Stadt Wien
- 2011 Ernst-Jandl-Preis
- 2011 Nicolas-Born-Preis
- 2012 Großer Österreichischer Staatspreis[3]
- 2018 Heimrad-Bäcker-Preis[4]

## Werke
- Auf dem Weg zum "Kunst-Freien". Diss., Wien 1984
- Menz. Graz 1984
- Besitzlosigkeit, Verzögerung, Schweigen, Anarchie. Graz 1985
- Passim. Reinbek bei Hamburg 1986
- Das Klarfeld Gedicht. Berlin 1988
- Diese andere Seite der Welt. Graz u. a. 1989 (zusammen mit Margit Ulama)
- Sprache, Tod, Nacht, außen. Reinbek bei Hamburg 1989
- Kieselsteinplan für die unsichtbare Universität. Berlin 1990
- Blumen. Wien u. a. 1993
- Verloren ohne Rettung. Salzburg u. a. 1993
- Die Schweizer Korrektur. Basel 1995 (zusammen mit Durs Grünbein und Brigitte Oleschinski)
- E 71. Salzburg u. a. 1996
- Die Geheimnislosigkeit. Salzburg u. a. 1996
- Im Genesis-Gelände. Basel u. a. 1998
- Lobreden auf den poetischen Satz. Göttingen 1998 (zusammen mit Robert Gernhardt und Anne Duden)
- Prosperos Land. Salzburg u. a. 2001
- Von herbstlicher Stille umgeben wird ein Stück gespielt. Weil am Rhein u. a. 2003
- Die Nicht-Anschauung. Wien u. a. 2005
- (Krieg und Welt). Jung und Jung, Salzburg/Wien 2006, ISBN 3-902497-13-0
- Der Honigverkäufer im Palastgarten und das Auditorium Maximum. Jung und Jung, Salzburg/Wien 2010, ISBN 978-3-902497-83-3.
- Die Auswandernden. Illustrationen Nanne Meyer, starfruit publications, Fürth 2016, ISBN 978-3-922895-28-2.
- Der Fink. Einführung in das Federlesen. Matthes & Seitz, Berlin 2016, ISBN 978-3-95757-262-2.
- Equus. Wie Kleist nicht heißt. Matthes & Seitz, Berlin 2018, ISBN 978-3-95757-640-8.

## Uraufführungen
- Lautsprecher, Landstreicher. Literaturhaus Berlin, 16. Juni 1989
- Die andere Seite der Welt. Schauspielhaus Graz, 18. Januar 1991
- Verloren ohne Rettung. Stadt Theater Wien, 27. Juni 1992
- Von herbstlicher Stille umgeben wird ein Stück gespielt. Alte Feuerwache Köln, 15. April 1997

## Herausgeberschaft
- Inger Christensen: Ein chemisches Gedicht zu Ehren der Erde. Salzburg u. a. 1997
- Halbe Sachen. Wolfenbüttel 2004 (zusammen mit Olaf Kutzmutz)

## Übersetzungen
- Michael Hamburger:
  - Aus einem Tagebuch der Nicht-Ereignisse. Wien u. a. 2004
  - Baumgedichte. Wien u. a. 1997
  - Die Erde in ihrem langen langsamen Traum. Wien u. a. 1994
  - In einer kalten Jahreszeit. Wien u. a. 2000
  - Todesgedichte. Wien u. a. 1998
  - Traumgedichte. Wien u. a. 1996
  - Das Überleben der Erde. Wien u. a. 1999
- Gerard Manley Hopkins: Journal. Salzburg u. a. 2009
- Norman Lewis: Neapel '44. Wien u. a. 1996

sowie Werke von Andrea Zanzotto, Biagio Marin, Allen Ginsberg